# Fausto Stiz
Fausto Stiz (* 15. Februar 1952 in Stans) ist ein ehemaliger italienischer Radrennfahrer und nationaler Meister im Radsport.

## Sportliche Laufbahn
Stiz, der in der Schweiz geboren wurde, war im Straßenradsport und im Bahnradsport aktiv. Als Amateur gewann er 1973 die Tour du lac Léman und die Genfer Kantonsrundfahrt, 1975 den Flèche du Sud, den Piccola Tre Valli Varesine, die Tessin-Rundfahrt und den Gran Premio Industria Commercio Artigianato Carnaghese, 1977 Mailand–Tortona, 1978 den Giro Ciclistico d'Italia vor Alessandro Pozzi, 1980 den Flèche du Franche Comté und den Giro d’Abruzzo. 1974 gewann er eine Etappe in der Settimana Ciclistica Bergamasca.
Zweiter wurde Stiz 1973 im Grand Prix Genf, 1975 im Giro della Provincia Biella, 1978 im Il Piccolo Lombardia hinter Pierangelo Bincoletto und in der Trofeo Piva. Dritter wurde er 1974 im Giro ciclistico della Valle d’Aosta sowie beim Sieg von Richard Trinkler im Grand Prix Guillaume Tell 1979. Im Amateurrennen der Straßenradsport-Weltmeisterschaften 1978 wurde er Fünfter und damit bester Italiener. 
Auf der Bahn gewann Stiz die nationale Meisterschaft im Steherrennen der Amateure 1976. Stiz blieb während seiner gesamten Karriere Amateur. Er beendete seine Radsportkarriere 1981.

## Berufliches
Nach seiner aktiven Karriere eröffnete er ein Fahrradgeschäft in Chiasso in der Schweiz und vertrat verschiedene Sportbekleidungsmarken. 1989 arbeitete er als Sportlicher Leiter für das Schweizer Radsportteam Eurocar-Mosoca-Galli.